# Ballade de Sacco et Vanzetti
Pour les articles homonymes, voir Sacco et Vanzetti (homonymie).
La Ballade de Sacco et Vanzetti est un ensemble de trois chansons composées par Ennio Morricone pour la bande originale du film Sacco et Vanzetti de Giuliano Montaldo. La ballade, comme le film, raconte l'histoire de l'affaire Sacco et Vanzetti. L'intégralité de la ballade est interprétée par Joan Baez.

## Ballade de Sacco et Vanzetti: Partie 1
Les paroles de la première partie de cette ballade sont écrites par Joan Baez et font écho aux immigrants arrivant aux États-Unis, fuyant les persécutions et recherchant un avenir meilleur de l'autre côté de l'océan.
L'ensemble de ces paroles font référence au poème Le Nouveau Colosse de Emma Lazarus, gravé sur le piédestal de la statue de la liberté. Le premier couplet reprend la version abrégée la plus connue du poème, devenue symbole de l’esprit d'accueil des migrants aux États-Unis.
La ballade de Sacco et Vanzetti prend cependant un ton acide en dénonçant la xénophobie et le racisme présents à l'époque de l'arrivée de ces migrants, dont faisaient partie Nicola Sacco et Bartolomeo Vanzetti, en reprenant cette fois la dernière phrase du poème :
| ... As they were tumbled onto shore And none was welcomed by the echo of the phrase « I lift my lamp beside the golden door. » | ... Comme ils s'échouèrent sur le rivage Aucun ne fut accueilli par l'écho de la phrase « J'éclaire de ma lumière la porte en or. » |
| --- | --- |

## Ballade de Sacco et Vanzetti: Partie 2
Dans cette deuxième partie, Joan Baez interprète des paroles inspirées des lettres de Bartolomeo Vanzetti, remettant en contexte le combat des deux anarchistes et rendant hommage à leur engagement et leurs idées.

## Ballade de Sacco et Vanzetti: Partie 3 - Here's to you
La troisième partie de la ballade est connue mondialement sous le titre Here's to You.